# Carl Hugo Grimm
Carl Hugo Grimm (Zanesville, Ohio, 31 d'octubre de 1890 – Cincinnati, Ohio, octubre de 1978) fou un organista i compositor estatunidenc. Fill d'un distingit professor, tingué per mestres el seu pare i el 1912 fou nomenat organista i mestre del cor de l'església baptista de Cincinnati.
Les seves obres principals són: 
- The Coming of the Annointed, cantata per a solos, cor i orquestra;
- Modern Harmony (5a edició 1925);
- Harmony Studi of the piano (1916);
- Practical Instruction Book for Beginners on the Piano (26a edició 1925);
- Modern Technical Exercises;
- Chords and Arppegies;
- Book of Scales;
- System of Keytypes;
- Musical Writing Books;

I antífones, obres per a orgue, melodies vocals, cors, etc.